# The One (Tamar Braxton-låt)
"The One" är en låt framförd av den amerikanska sångaren Tamar Braxton, skriven av henne själv, Christian Ward, Shaunice Lasha Jones, LaShawn Daniels, James Mtume, Sean Combs, Jean-Claude Oliver, Christopher Wallace och Kevin Erondu. Låten komponerades av K.E. on the Track till Braxtons andra studioalbum Love and War (2013). "The One" samplar "Juicy Fruit" (1983) framförd av Mtume och återanvänder flera verser från kompositionen "Juicy" (1997) framförd av Notorious B.I.G. Låten beskriver en djup förälskelse där framföraren sjunger att hon inte kan tänka sig någon annan än sin partner.
"The One" gavs ut som skivans andra singel den 7 maj 2013. Låten tjänade som uppföljare till Braxtons nationella genombrott, listettan "Love and War" (2012). Singeln bemöttes med övervägande positiv kritik från musikrecensenter. Låten förutspåddes bli en sommarhit och utsågs till en av höjdpunkterna på skivan. "The One" blev Braxtons andra topp-tio hit på Billboard-listan R&B Songs och nådde plats 34 på Hot R&B/Hip-Hop Songs. Musikvideon till "The One" filmades i april 2013 på Santa Monica-piren i Kalifornien. Den regisserades av Gil Green och hade premiär på Braxtons officiella VEVO-kanal den 30 maj 2013.

## Bakgrund och produktion

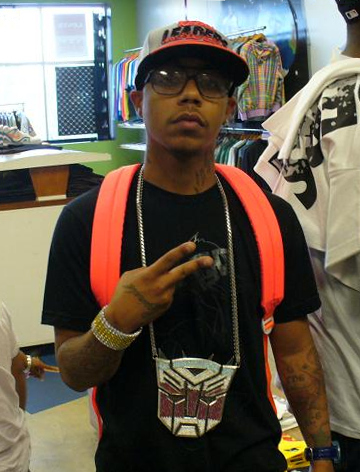
Hiphop-artisten Yung Berg hjälpte till med produktionen.

År 2012, under inspelningen till andra säsongen av Braxton Family Values och första säsongen av Tamar & Vince, klev Braxton in i inspelningsstudion för att skapa material till sitt andra studioalbum Love and War (2013). "The One" skrevs av Braxton, Christian Ward, Shaunice Lasha Jones och LaShawn Daniels. Låten samplar "Juicy Fruit" (1983) framförd av den amerikanska sångaren James Mtume och återanvänder också textverser från kompositionen "Juicy" framförd av The Notorious B.I.G.. Mtume, Sean Combs, Jean-Claude Oliver och Christopher Wallace som skrev de två sistnämnda kompositionerna är därför krediterade som textförfattare till "The One". Låten komponerades av K.E. on the Track och spelades in av Mike "Handz" Donaldson vid Muse Studios i North Hollywood, Kalifornien. I kompositionens brygga framför sångaren verserna "I reminisced the way we kissed/It felt so personal/You took the chance to get my love and now you know". I refrängen upprepar Braxton: "I don't want nobody else/Baby all I need is you".
Musiken till "The One" skapades innan det var klarlagt vilken artist som skulle framföra sången. Hiphop-artisten Yung Berg hjälpte till med produktionen till låten men krediterades inte på innehållsförteckningen. I en intervju berättade han om det inledande arbetet: "Den dagen gick jag och en partner in i inspelningsstudion. Det känns som att var 4-5 år blir "Juicy"-trummorna relevanta igen. Vare sig det är på Biggies eller Keyshia Coles låt. Jag ville göra något nytt med samplingen så vi skapade musiken och fyllde i resten. Ärligt talat visste jag inte att den skulle bli Tamars låt, vi gjorde det bara." Den 6 maj 2013 meddelades att "The One" skulle ges ut som andra singeln från Love and War och uppföljare till föregående singel med samma namn. Låten hade premiär på SoundCloud dagen efter. Låten gjordes möjlig för digital nedladdning och som fysisk CD-singel tillsammans med "Love and War". "The One" planeras att ges ut som skivans första internationella singel. Utgivningsdatumet i Storbritannien är den 9 oktober 2013.
| ”                              | Min nya singel heter 'The One' och jag är så exalterad över den! Den är en återkoppling till 90-talet och får dig att minnas hur det kändes i High School eller när du var tillsammans med pojkvännen som du trodde att du skulle vara med resten av ditt liv. Den har en varm, romantisk och rolig atmosfär. | „ |
| – Tamar i en intervju år 2012. | |   |

## Mottagande

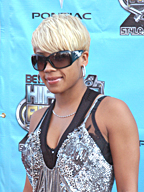
Låten jämfördes med Keyshia Coles "Let It Go" (2009) som använde samma sampling.

### Kritikers respons
Vid utgivningen av singeln förutspådde musikrecensenter att "The One" skulle bli årets sommarhit. Andy Kellman vid AllMusic var inte imponerad av Love and War i helhet då han ansåg att skivan var ett försök att tävla med yngre och senare artister från 2000-talet. Kellman skrev: "Andra singeln 'The One' är det femtielfte spåret att sampla Mtumes "Juicy Fruit" och signalerar att Braxton tänker försöka tävla med yngre artister från mitten - eller sena - 2000-talet." Han ansåg dock att "Love and War", albumspåret "Where It Hurts" och "The One" var skivans höjdpunkter. Webbplatsen Toyaz World inledde recensionen av låten med att skriva: "Som om efterapningen av Keyshia Coles "Trust & Believe" med "Love and War" inte var nog, använder den yngsta Braxton-systern den mest-överanvända musiksamplingen inom urban musik (Mtumes ‘Juicy Fruit’, som gjordes populär av Notorious B.I.G) på sin nästa singel. Gissa vem som hade den senaste hiten med samma sampling? Cole med hennes låt 'Let It Go'." Hon fortsatte sin recension av 'The One' och skrev: "Det nostalgi-framkallande numret osar definitivt sommar och du kommer säkerligen spela den på hög nivå under grillpartyt. Dessvärre är det osäkert om låten är stark nog för att vara den andra singeln, särskilt för en skiva vars utgivning ännu inte är klar."
Webbplatsen That Grape Juice skrev: "Kort, söt, rolig och flörtig. Den nya singeln kommer i precis rätt tid till högsommaren. Den är en välkommen stiländring från den seriösa föregångaren och ger prov på Tamars mångsidighet. Det radio-vänliga numret kan med stor sannolikhet komma att toppa R&B-listan tack vare sitt nostalgiska men 'åh-så' moderna vibbar. Enkelt uttryckt: 'The One' är en vinnare!". The Honesty Hour skrev: "Som lovat ger reality-stjärnan Tamar Braxton ut sommarsingeln 'The One' vilken tjänar som uppföljare till monster-hiten 'Love and War' utgiven i december. 'The One' är en 'old-school'-influerad dänga som säkerligen kommer att tilltala Braxtons yngre fans." Marques Daniels vid The Examiner prisade låten och beskrev den som en potentiell "klassiker".

### Kommersiell prestation
Den 13 maj debuterade "The One" på plats 26 på amerikanska radiolistan över formatet Urban AC. Fram till den 25 augusti samma år hade låten spelats 1,7 miljoner gånger på amerikansk radio och nått topp-tio på listan. Då föregående singel, "Love and War", fortfarande låg över tiondeplatsen blev Braxton den första kvinnliga artisten sedan 2011 med två singlar över topp-tio på listan samtidigt. Vid utgivningen av Love and War den 3 september hade låten legat på listan i 15 veckor. Radiopubliken beräknades då till 10,8 miljoner. Under veckan nådde "The One" andraplatsen på listan vilket blev singelns högsta topp-position. Låten behöll andraplatsen i ytterligare en vecka innan den tappade en placering med hade en radiopublik på 9,5 miljoner. "The One" behöll sin placering på listan veckan efter. Utöver framgångarna på radio blev låten Braxtons andra topp-tio hit på Billboard-listan R&B Songs. Den nådde också plats 34 på Hot R&B/Hip-Hop Songs. Fram till den 9 oktober 2013 hade låten tillbringat 21 och 19 veckor på respektive topplista.

## Liveframträdanden

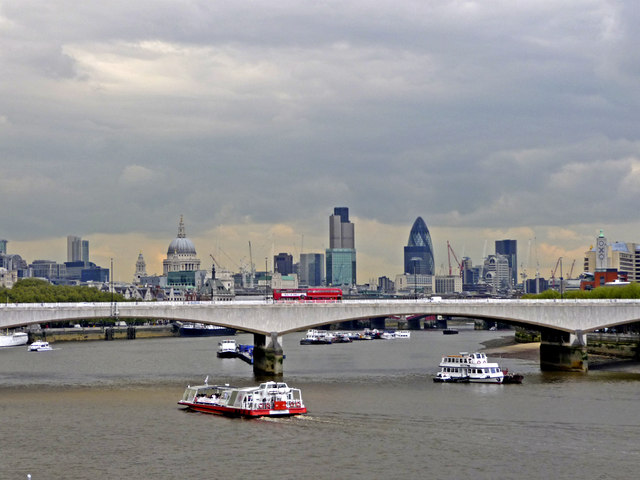
Braxton framförde "The One" på flera tillställningar i London.

Braxton framförde "The One" för första gången live vid en förhandsspelning av sångarens album den 7 december 2012. Uppträdandet följdes av albumspåren "Watching Me", "Love and War" och "Hot Sugar". Spelningen fick positiv kritik och visades i ett avsnitt av realityserien Tamar & Vince. Den 10 augusti 2013 framförde Braxton låten vid Radio One Blitz i Baltimore. Uppträdandet var hennes första efter födseln av sitt första barn några veckor innan. Webbplatsen That Grape Juice beskrev spelningen som "elektrisk" och lyfte särskilt fram danskoreografin till "The One". Vid utgivningen av Love and War den 3 september 2013 besökte Braxton Good Morning America för andra gången och framförde en förkortad version av låten tillsammans med singlarna "Love and War" och "All the Way Home".
Under slutet av oktober reste Braxton till Storbritannien och uppträdde vid flera tillställningar i London. Den största var iTunes festivalen som ägde rum den 29 september. Efter att hon inlett showen med ett specialgjort intro av albumspåret "She Did That", framförde sångaren "The One". Uppträdandet mottog blandade recensioner. Några beskrev Braxtons sång som "fenomenal" medan andra ansåg att bandet var för "högljutt" och dränkte sången. Braxton besökte även That Grape Juice och gjorde en spelning i deras serie The Splash. Sångaren sjöng en akustisk version av "The One", "Love and War" och "All the Way Home" inför en liten publik av fans. Kempire Daily ansåg att hennes röst inte var i perfekt skick men att sångaren visade att hon hade kontroll.

## Musikvideo

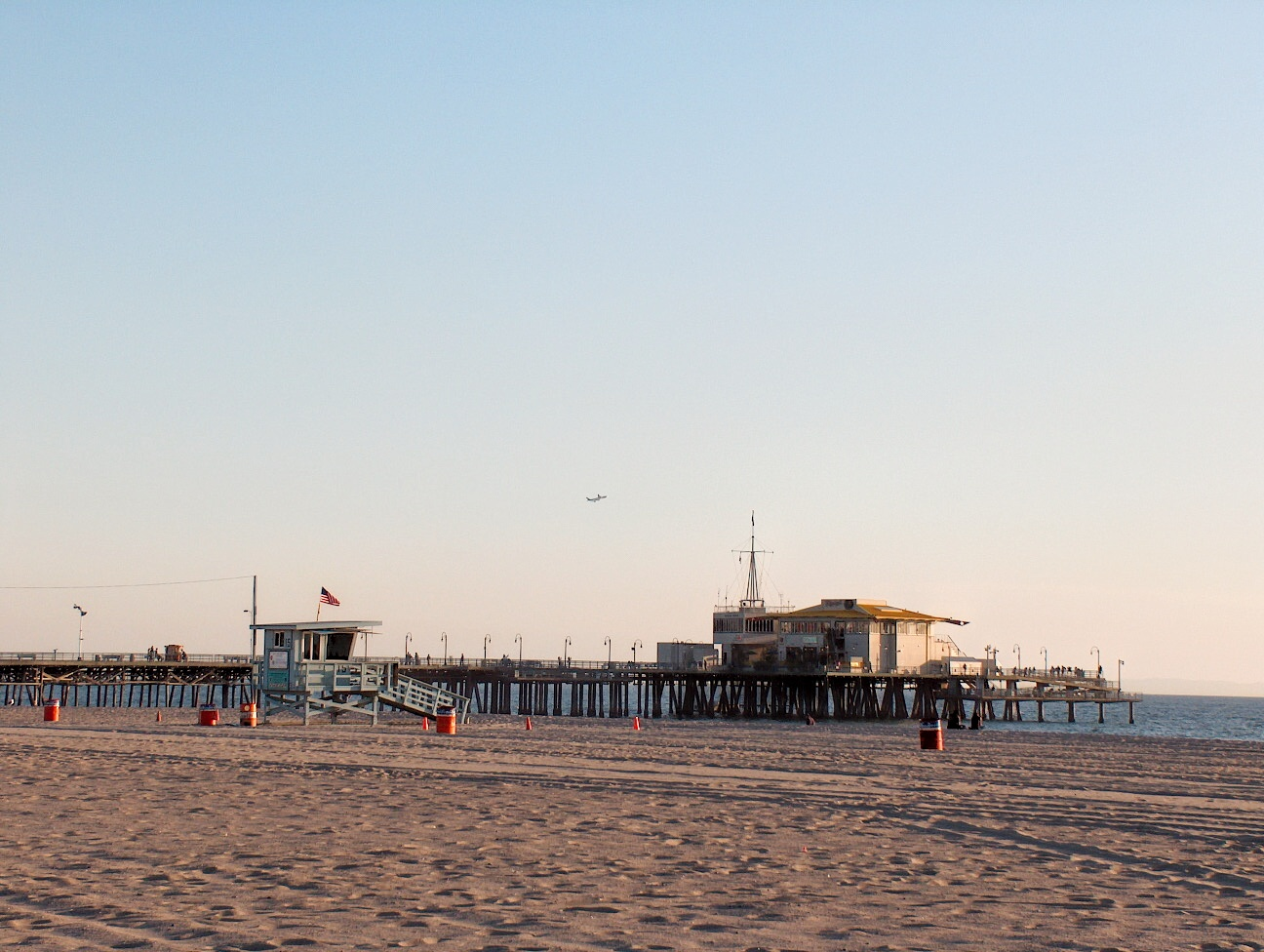
Santa Monica Pier, Kalifornien, där videon filmades.

Musikvideon till "The One" filmades i april 2013 på Santa Monica-piren i Kalifornien. Den regisserades av Gil Green och hade premiär på Braxtons officiella VEVO-kanal den 30 maj 2013. I en intervju med Rap-Up sa sångaren: "Videons koncept är att ge återkoppling till sommaren. Den ger dig den där känslan när du var i High School och du var tillsammans med din pojkvän eller flickvän i parken och hade det mysigt och roligt."
| ”                                 | Att filma på Santa Monica-piren har varit fantastiskt, nästan som att en dröm har gått i uppfyllelse. För det första älskar jag nöjesparker och jag älskar alla attraktioner, jag älskar popcorn och jag älskar majshundar så det har varit så roligt att filma min video här och att få äta alla dessa saker och åka på alla attraktioner. Det känns inte som jobb alls, det har bara varit jätteroligt. | „ |
| – Tamar i en intervju med Rap-Up. | |   |

## Format och innehållsförteckningar
| 1. | The One | 2:53 |

| 1.           | The One                      | 2:53 |
| 2.           | Love and War (Album Version) | 4:01 |
| Total längd: | Total längd:                 | 6:54 |

## Medverkande
- Tamar Braxton – huvudsång, låtskrivare
- Christian Ward - låtskrivare
- Shaunice Lasha Jones - låtskrivare
- LaShawn Daniels - låtskrivare
- James Mtume - låtskrivare
- Sean Combs - låtskrivare
- Jean-Claude Oliver - låtskrivare
- Christopher Wallace - låtskrivare
- Kevin Erondu - låtskrivare
- K.E. on the Track - kompositör, bakgrundssång
- Mike "Handz" Donaldson - ljudmix

## Topplistor
| Lista (2013)                          | Topplacering |
| ------------------------------------- | ------------ |
| USA (Billboard Hot R&B/Hip-Hop Songs) | 34           |
| USA (Billboard R&B Songs)             | 10           |